# 世田谷区立九品仏小学校
世田谷区立九品仏小学校（せたがやくりつくほんぶつしょうがっこう）は、東京都世田谷区奥沢にある公立小学校。

## 沿革
- 1952年（昭和27年）
  - 4月1日 - 設立[1]
  - 4月5日 - 尾山台小学校・八幡小学校から分離して開校[2]。開校時点の児童数731名、学級数15。
  - 日付不明 - PTA発足。
- 1987年（昭和62年） - 同窓会発足[3]。
- 1997年（平成9年） - 学校協議会発足。校舎大規模改修・耐震補強。
- 1999年（平成11年） - 新BOP開始。
- 2001年（平成13年） - ことばの教室設置。
- 2002年（平成14年） - 開校50周年記念式典挙行。
- 2015年（平成27年） - 学校支援地域本部発足。
- 2016年（平成28年） - 特別支援教室（すまいるルーム）設置。

## 学区
出典
- 奥沢6丁目（2～7番、10～17番、24～27番）
- 奥沢7丁目（9～53番）
- 奥沢8丁目（全域）
- 尾山台1丁目（10～19番）
- 玉川田園調布1丁目（19～21番）
- 等々力6丁目（1～5番、21～31番、38～40番）

## 交通アクセス
- 東急電鉄大井町線九品仏駅から、徒歩4分。
- 東急バス　
  - 「園01」で、「雙葉学園前」停留所から、徒歩2分。
  - 「園02」で、「九品仏駅前」停留所か「奥沢7丁目」停留所から、徒歩4分。